# سهير الأتاسي
سهير الأتاسي هي ناشطة سورية حقوقية معارضة من مدينة حمص. تنتمي لعائلة آل الأتاسي الحمصية كان منها ثلاثة رؤساء لسوريا هم هاشم الأتاسي ولؤي الأتاسي ونور الدين الأتاسي، وعدد كبير من النواب في المجالس النيابية السورية في الفترات الديمقراطية المتقطعة التي عرفتها سورية، منهم النائب الوطني وصفي الأتاسي الذي كان أحد واضعي الدستور السوري الأول، الوزير الدكتور عدنان الأتاسي، والوزير فيضي الأتاسي، بالإضافة إلى عدد من رؤساء البلديات والمثقفين من أساتذة الجامعات والأطباء.
ويعد الدكتور جمال الأتاسي والد سهير (الذي توفي عام 2000 م) من المفكرين القوميين المعروفين في بلده وفي الوطن العربي، وشارك مع صلاح البيطار وميشيل عفلق في تأسيس حزب البعث العربي الاشتراكي عام 1947 م، كما شغل منصب وزير في الحكومة السورية، وشغل منصب الأمين العام للاتحاد الاشتراكي المعارض. وكان حامل لواء المعارضة في عهد الرئيس حافظ الأسد حتى وفاته.
السيدة سهير مواليد دمشق 1971م تخرجت من قسم اللغة الفرنسية في كلية الآداب بجامعة دمشق، ثم حصلت على دبلوم بالتربية من جامعة دمشق.
اهتمت في فترة مبكرة من عمرها بالأدب والفنون والثقافة، ثم عملت في هذا الميدان بعد انتهاء دراستها الجامعية. اشتغلت في ميدان الإنتاج الثقافي ومنه الإنتاج السينمائي منذ تخرجها من الجامعة. تأثرت منذ نعومة أظفارها بفكر والدها الراحل الكبير وتشـبعت بطروحاته الديمقراطية وعليه فقد آمنت بالحوار وضرورته للخروج بالبلاد من أزمتها الراهنة، وكانت أحرص ما تكون على تنفيذ وصية والدها بأن يبق منزله من بعده منارة للفكر والديمقراطية ومنتدى لجميع ألوان الطيف المدني والأهلي والسـياسي في سوريا وذلك على الرغم ما كلفها ذلك من تضحيات وعلى جميع المسـتويات.
عرفت سهير الأتاسي بدعوتها إلى حوار وطني مع حزب البعث والشيوعيين والإخوان المسلمين وغيرهم من نشطاء المجتمع المدني.
اعتقلت السلطات السورية سهير الأتاسي في 16 مارس/آذار 2011 م بعد اندلاع الاحتجاجات الشعبية حيث أشادت في حديث مع قناة الجزيرة بتلك الاحتجاجات.

## منتدى الأتاسي
تولت سهير الأتاسي رئاسة منتدى الأتاسي للحوار، الذي يحمل اسم والدها وتأسس عام 2001 مع 70 منتدى آخر، بعد وفاة الرئيس السوري السابق حافظ الأسد عام 2000 م، وبالتزامن مع مرحلة «ربيع دمشق» التي شهدت حراكا سياسيا مدنيا واسعا وتميزت بالإقبال على المشاركة في الأنشطة العامة.
واهتم هذا المنتدى بعد إطلاقه بقضايا السياسة والفكر والثقافة وتعزيز قيم الحوار الديمقراطي، ومارس أنشطته من خلال ندوة شهرية علنية إضافة إلى عدد من موائد النقاش المفتوحة.
لكن تجربة المنتديات المفتوحة لم تستمر طويلا إذ سرعان ما أغلقتها السلطات السورية واحدا تلو الآخر، واعتقلت معظم نشطاء المجتمع المدني المشاركين فيها.
وكان منتدى الأتاسي هو آخر منتدى يتم إغلاقه بعد غض السلطات السورية النظر عن أنشطته حتى عام 2005 م، وجرى إغلاق المنتدى في ذاك العام بسبب إلقاء الناشط الحقوقي علي العبد الله كلمة فيه أرسلها المرشد العام السابق لجماعة الإخوان المسلمين المحظورة بسوريا صدر الدين البيانوني.
عينت في 11-11-2012 نائب لرئيس الائتلاف السوري وائتلاف الثورة السورية

## منتدى إلكتروني
وفي ديسمبر/كانون الأول 2009 م أعادت الناشطة سهير الأناسي إطلاق منتداها المغلق عبر مجموعة على موقع فيسبوك للتواصل الاجتماعي، وركز المنتدى في شكله الجديد على مناقشة القضايا المرتبطة بالديمقراطية كالحركات المدنية السلمية.
وانضم إليه خلال فترة وجيزة 270 عضوا من بينهم مفكرون بارزون ومعارضون يعيشون داخل سوريا وفي المنفى.
وناقش منتدى الأتاسي عددا من الموضوعات المتعلقة بالشأن العام السوري من ضمنها «الشبان السوريون والمشاركة في النضال العام» و«النضال اللاعنفي» و«هواجس جولانية.. مأساة المهجرين مثالا».

## استدعاؤها إلى أمن الدولة
خلال الفترة الماضية تم استدعاء سهير الأناسي إلى مقر أمن الدولة السوري ثلاث مرات للضغط عليها لإغلاق مجموعتها الحوارية على فيسبوك.
وجرى مصادرة بطاقتها الشخصية وتهديدها بالسجن سنتين ونصف السنة، حسب ما روته لصحفيين وحقوقيين، ورفضت الناشطة الحقوقية بعد ذلك طلب استدعاء للمرة الرابعة إلى أمن الدولة وطالبتهم بإعادة بطاقة هويتها أو اعتقالها إن أرادوا إحضارها قسرا.
انضمت سهير الأتاسي إلى الائتلاف الوطني السوري عام 2012 واُنْتُخِبَت كنائبة لرئيس الائتلاف أحمد معاذ الخطيب.